# José Guadalupe Posada

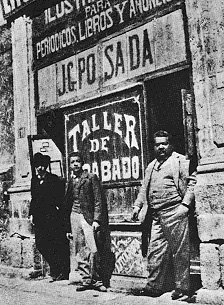
Posada utanför sin studio.

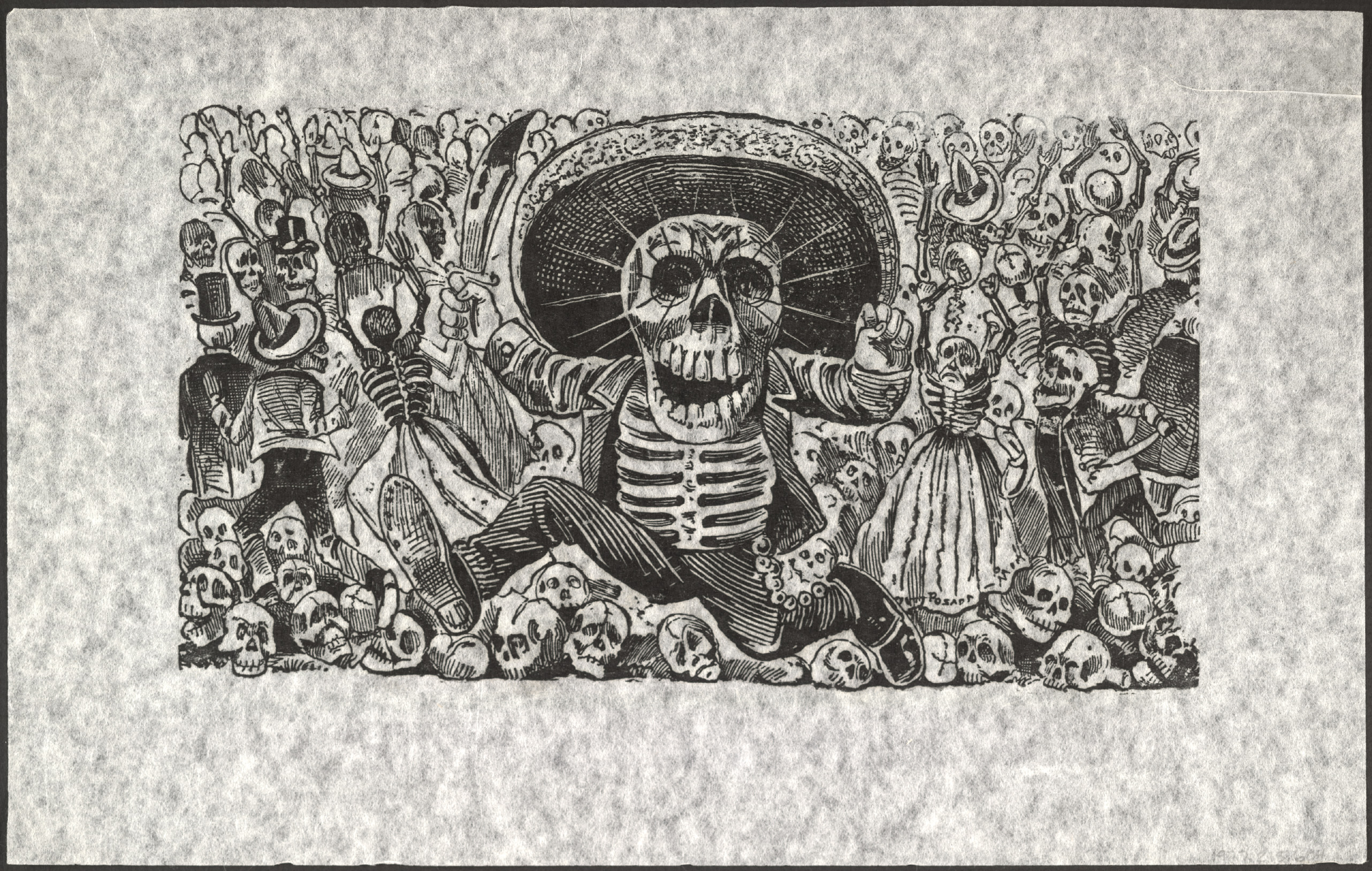
Calavera Oaxaqueña, 1910.

José Guadalupe Posada, född 2 februari 1852 i Aguascalientes, död 20 januari 1913 i Mexico City, var en mexikansk tecknare.

## Biografi
Posada var en banbrytare inom den mexikanska konsten. När lokaltidningen i Posadas by fick lägga ner för att de publicerat hans satiriska teckningar, som föreställde en mäktig lokalpolitiker, flyttade han till den närliggande staden León i Guanajuato. Han började jobba på bokförlag där han gjorde omslag och illustrationer vid sidan av tidningstecknandet och det politiska tecknandet. Han gjorde tusentals flygblad och hans konst förknippas av många med den latinamerikanska folkliga kampen, även om den mest är känd för anknytningarna till "De dödas dag".